# Powiat bielski (województwo śląskie)
Powiat bielski – powiat w Polsce (województwo śląskie), utworzony w 1999 roku w ramach reformy administracyjnej. Jego siedzibą jest miasto Bielsko-Biała.
Położony jest w południowo-wschodniej części województwa śląskiego. Powierzchnia powiatu wynosi 458,64 km², zamieszkuje go 165 949 mieszkańców. Gęstość zaludnienia wynosi 362 mieszkańców na 1 km².
W skład powiatu wchodzą:
- gminy miejskie: Szczyrk
- gminy miejsko-wiejskie: Czechowice-Dziedzice, Wilamowice
- gminy wiejskie: Bestwina, Buczkowice, Jasienica, Jaworze, Kozy, Porąbka, Wilkowice
- miasta: Czechowice-Dziedzice, Szczyrk, Wilamowice

## Demografia

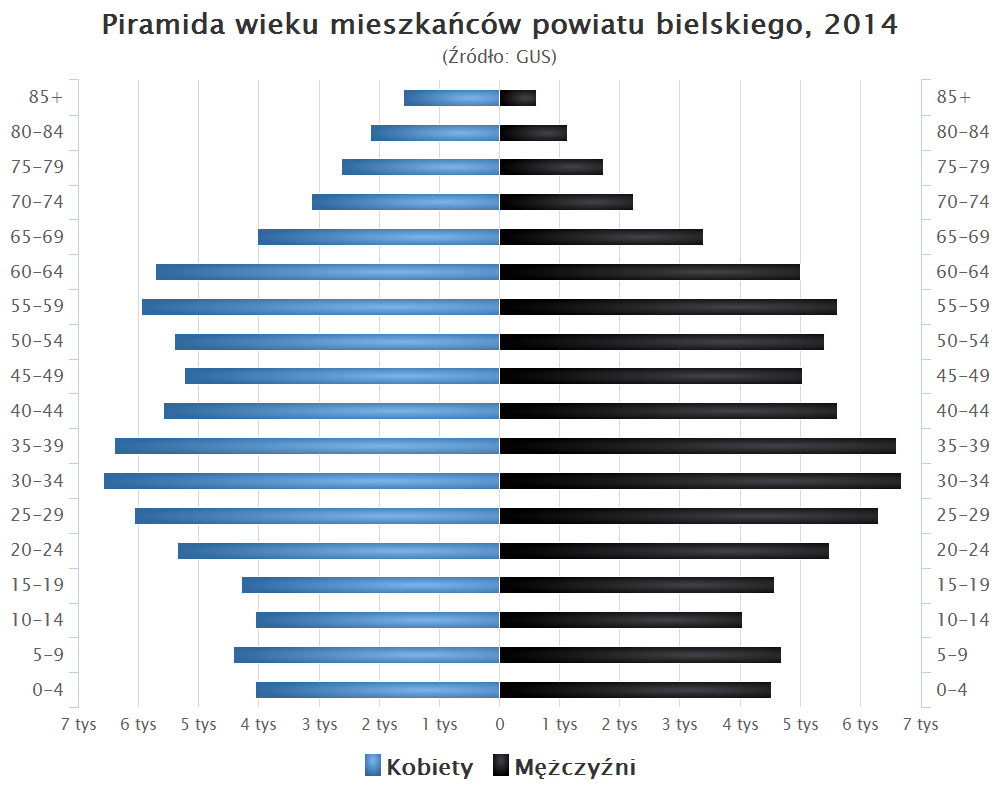
Piramida wieku mieszkańców powiatu bielskiego w 2014 roku

Liczba ludności (dane z 31 grudnia 2012):
|        | Ogółem  | Ogółem | Kobiety | Kobiety | Mężczyźni | Mężczyźni |
| osób   | %       | osób   | %       | osób    | %         |           |
| ------ | ------- | ------ | ------- | ------- | --------- | --------- |
| Ogółem | 159 241 | 100    | 81 648  | 51,27   | 77 593    | 48,73     |
| Miasto | 44 314  | 27,83  | 23 005  | 14,45   | 21 309    | 13,38     |
| Wieś   | 114 927 | 72,17  | 58 643  | 36,83   | 56 284    | 35,35     |

▶Wieś vs ▶miasto
Ogółem (▶k, ▶m)
Miasto (▶k, ▶m)
Wieś (▶k, ▶m)

### Ludność w latach
- 1999 – 144 922
- 2000 – 145 772
- 2001 – 146 603
- 2002 – 147 453
- 2003 – 148 249
- 2004 – 149 361
- 2005 – 150 281
- 2006 – 151 505
- 2007 – 152 695
- 2008 – 153 987
- 2009 – 155 571
- 2010 – 157 119
- 2011 – 158 209
- 2012 – 159 241
- 2019 – 165 960
- 2020 – 166 215
- 2023 – 165 949

### Gminy według liczby ludności
| Gmina                | Liczba ludności | Liczba ludności |
| -------------------- | --------------- | --------------- |
| Czechowice-Dziedzice | 44554           |                 |
| Jasienica            | 22602           |                 |
| Wilamowice           | 16474           |                 |
| Porąbka              | 15359           |                 |
| Wilkowice            | 13092           |                 |
| Kozy                 | 12429           |                 |
| Bestwina             | 11067           |                 |
| Buczkowice           | 11021           |                 |
| Jaworze              | 6883            |                 |
| Szczyrk              | 5760            |                 |

## Rada Powiatu
| Komitet wyborczy                      | 2002–2006  | 2006–2010 | 2010–2014 | 2014–2018 | 2018–2023 |
| ------------------------------------- | ---------- | --------- | --------- | --------- | --------- |
| Sojusz Lewicy Demokratycznej          | 7 (SLD-UP) | -         | 2         | -         | -         |
| Wspólnota                             | 1          | -         | -         | -         | -         |
| Rodzina-Prawo-Wspólnota               | 13         | 10        | 10        | 9         | -         |
| Obywatelskie Forum                    | 6          | -         | -         | -         | -         |
| Prawo i Sprawiedliwość                | -          | 8         | 5         | 6         | 9         |
| Przyjazny Samorząd                    | -          | 2         | -         | -         | -         |
| Obywatelskie Forum Samorządowe        | -          | 7         | -         | -         | -         |
| Polskie Stronnictwo Ludowe            | -          | -         | 4         | 6         | 4         |
| Platforma Obywatelska                 | -          | -         | 6         | 4         | -         |
| Nowa Inicjatywa                       | -          | -         | -         | 2         | 5         |
| Bezpartyjni – Rodzina Prawo Wspólnota | -          | -         | -         | -         | 11        |

## Historia powiatu bielskiego
Powiat bielski w dzisiejszej formie powstał w 1951 roku z dwóch połączonych powiatów – bielskiego i bialskiego.

### Powiat bielski do roku 1951
Powiat bielski powstał w roku 1850 jako jedna z siedmiu podstawowych jednostek administracyjnych Śląska Austriackiego. Składał się z trzech powiatów (obwodów) sądowych – bielskiego, którego podstawą było zniesione właśnie księstwo bielskie (17 gmin), skoczowskiego (35 gmin) i strumieńskiego (15 gmin), które w latach 1855–1868 stanowiły samodzielne powiaty polityczne. W 1870 roku wyłączono z terenu powiatu jego siedzibę – Bielsko, które stało się miastem wydzielonym.
Po odzyskaniu przez Polskę niepodległości i podziale Śląska Cieszyńskiego (rok 1920) powiat bielski znalazł się w granicach Rzeczypospolitej (województwo śląskie). W 1921 roku wyłączono z powiatu obwód sądowy skoczowski (z wyjątkiem gmin: Bielowicko, Grodziec, Łazy, Roztropice, Świętoszówka, Wieszczęta) i przyłączono do powiatu cieszyńskiego, podobnie jak trzy lata później gminy Ochaby i Pruchna. W 1938 roku do powiatu miejskiego Bielsko włączono gminę Aleksandrowice.
W czasie aneksji Górnego Śląska przez III Rzeszę we wrześniu 1939 roku obszar powiatu (Landkreis Bielitz) włączono w skład III Rzeszy (prowincja górnośląska), powiększając go jednocześnie o część powiatu bialskiego, leżącą na lewym brzegu Soły, a po utworzeniu Generalnego Gubernatorstwa (październik 1939) o część prawobrzeżną i około połowę wadowickiego, na zachód od Skawy.
Po wkroczeniu Armii Czerwonej na teren powiatu bielskiego w zimie 1945 roku i ustanowieniu tymczasowej administracji, powrócił on do przedwojennych granic i wszedł w skład województwa katowickiego. 1 stycznia 1946 roku wszedł w życie nowy podział powiatu na gminy Bystra (Śląska), Chybie, Czechowice, Dziedzice, Grodziec, Jaworze, Międzyrzecze Górne, Mikuszowice (Śląskie), Rudzica, Strumień, Stare Bielsko, Zabrzeg) i miasto Strumień. Taki stan podziału powiatu bielskiego utrzymał się do 1951 roku.

### Powiat bialski
Powiat bialski z siedzibą w Białej (po I wojnie światowej Biała Krakowska) istniał w latach 1855–1950. Od chwili powstania aż do 1918 roku leżał w austriackiej Galicji, będąc jedną z części obwodu wadowickiego. W latach 1867–1910 w skład powiatu wchodziły obwody sądowe: bialski, kęcki i oświęcimski (ten ostatni jest zasadniczą częścią powiatu oświęcimskiego, istniejącego w latach 1910–1931, 1951–1975 i od 1999 roku).
Po odzyskaniu przez Polskę niepodległości w wyniku rozpadu Austro-Węgier cała Galicja, a z nią powiat bialski wszedł w skład województwa krakowskiego (utworzonego 3 grudnia 1920 roku).
W czasie II wojny światowej teren podległy starostwu w Białej wszedł w skład powiatu bielskiego (Landkreis Bielitz).
W 1945 podzielono przywrócony powiat bialski na 8 gmin zbiorowych: Bestwina, Biała, Brzeszcze, Bystra-Wilkowice, Kęty, Osiek, Oświęcim i Porąbka oraz 4 miasta: Biała Krakowska, Kęty, Oświęcim i Wilamowice. 1 kwietnia 1946 utworzono gminę Szczyrk. 1 lipca 1948 Biała zostaje powiatem miejskim.
Historia powiatu bialskiego kończy się 1 stycznia 1951, kiedy Bielsko i Białą połączono w jeden organizm miejski – Bielsko-Białą, która wraz z gminami Biała, Bestwina, Bystra-Wilkowice i Szczyrk znalazła się w powiecie bielskim w woj. katowickim (a więc tam gdzie wcześniej znajdowało się Bielsko), natomiast pozostałe jednostki zniesionego powiatu bialskiego pozostały w woj. krakowskim: gminę Porąbka włączono do powiatu żywieckiego, a miasto i gminę Oświęcim, miasto i gminę Kęty, miasto Wilamowice oraz gminy Brzeszcze i Osiek weszły w skład reaktywowanego powiatu oświęcimskiego (tego samego dnia utworzono tam też również gminę Wilamowice z części obszaru gmin Bestwina i Kęty).

### Powiat bielski w latach 1951–1975
W dniu zjednoczenia obu powiatów prawa miejskie uzyskała gmina Czechowice, do której włączono gminę Dziedzice (obecna nazwa Czechowice-Dziedzice obowiązuje od 1958 roku). Z powiatu bielskiego wyłączono także obszar dawnego powiatu sądowego strumieńskiego (miasto Strumień oraz gminy Strumień i Chybie), włączając je do powiatu cieszyńskiego. Od powiatu bielskiego do powiatu pszczyńskiego odpadła także północna część gminy Zabrzeg pod budowę Zbiornika Goczałkowickiego.

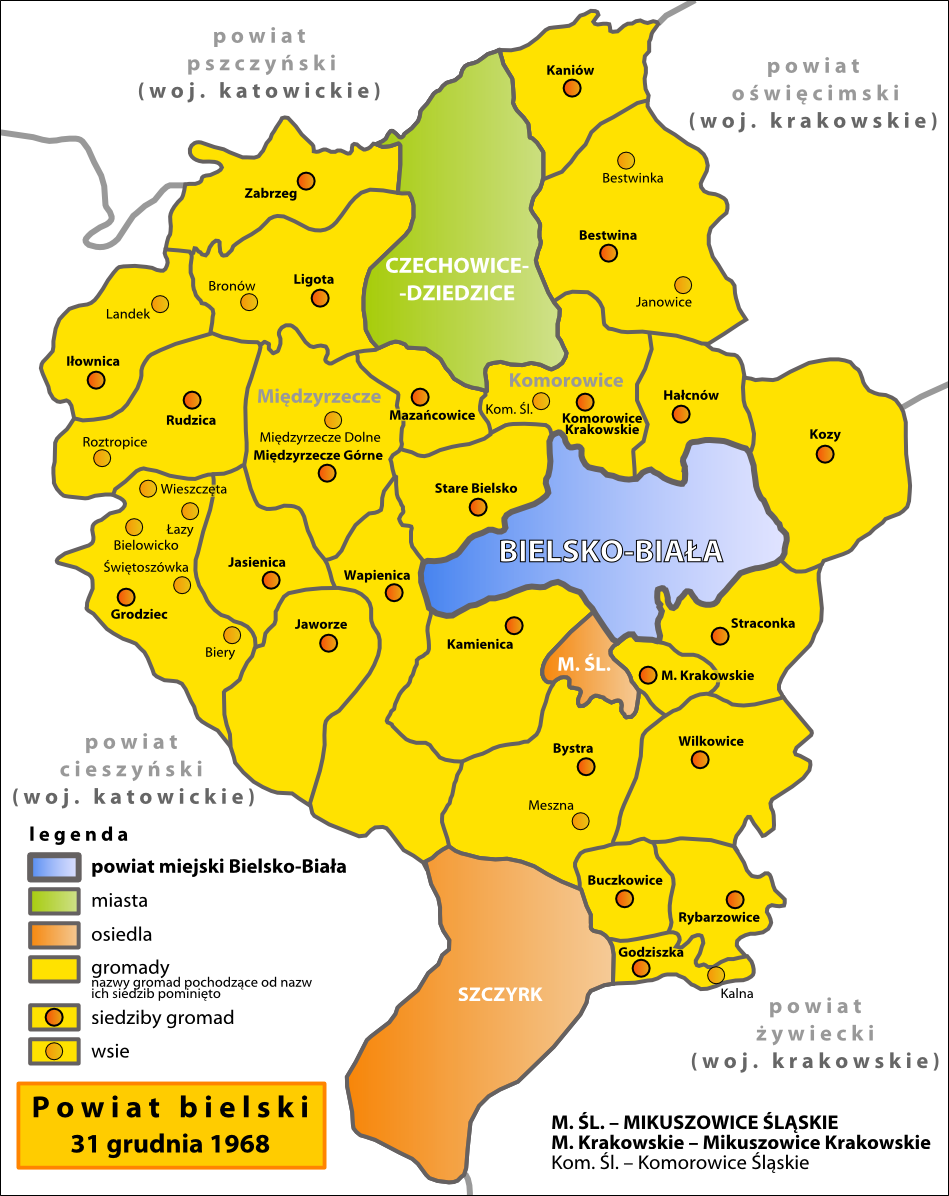
Podział administracyjny powiatu bielskiego w latach 1959–1968

W 1954 roku weszła w życie reforma administracyjna znosząca gminy i dzieląca powiaty na gromady i osiedla.
W powiecie bielskim utworzono 27 gromad:  Bestwina, Buczkowice, Bystra, Godziszka, Grodziec, Hałcnów, Iłownica, Janowice (zlikwidowana w 1959 roku), Jasienica, Jaworze, Kamienica, Kaniów, Komorowice, Kozy, Ligota, Mazańcowice, Międzyrzecze, Mikuszowice Krakowskie, Mikuszowice Śląskie, Rudzica, Rybarzowice, Stare Bielsko, Straconka, Szczyrk, Wapienica, Wilkowice i Zabrzeg. Później status osiedla uzyskały: Szczyrk (1956) i Mikuszowice Śląskie (1958). Powiększano także obszar miasta Bielska-Białej – w 1969 roku przyłączono do niego części obszaru zniesionych gromad Kamienica i Mikuszowice Krakowskie oraz zniesione osiedle Mikuszowice Śląskie.
1 stycznia 1973 roku weszła w życie ustawa znosząca gromady. Powiat bielski ponownie podzielono na gminy: Bestwina, Buczkowice, Jasienica, Kozy, Komorowice, Ligota, Stare Bielsko, Wapienica i Wilkowice, a większą część zlikwidowanej gromady Straconka włączono do Bielska-Białej. Tego samego dnia prawa miejskie uzyskał Szczyrk.
Po reformie administracyjnej z dnia 1 czerwca 1975 roku (patrz Podział administracyjny Polski (1975–1998)) większość terenów powiatu włączono do nowego województwa bielskiego (poza miastem Czechowice-Dziedzice oraz gminami Ligota i Bestwina, pozostającymi w zmniejszonym województwie katowickim, a później włączonymi 1 lutego 1977 roku do gminy Czechowice-Dziedzice).

### Powiat bielski od 1999 roku
Reaktywowany 1 stycznia 1999 roku powiat bielski obejmuje niemal cały obszar sprzed 1975 roku. Do ważniejszych zmian terytorialnych między „starym” i „nowym” powiatem należą:
- włączenie dawnej gminy Komorowice (Komorowice Krakowskie i Śląskie, Hałcnów) oraz wsi Stare Bielsko i Wapienica z gminy Stare Bielsko do Bielska-Białej (powiat grodzki) od 1 stycznia 1977 roku[18]
- włączenie niewielkich części wsi Bystra, Mazańcowice, Międzyrzecze Górne, i Pisarzowice do Bielska-Białej od 1 lipca 1990 roku[19]
- włączenie do nowego powiatu bielskiego gminy Porąbka (Porąbka, Bujaków, Czaniec, Kobiernice) i Wilamowice (Wilamowice, Dankowice, Hecznarowice, Pisarzowice, Stara Wieś, Zasole Bielańskie)[20], będących przed reformą administracyjną odpowiednio częściami powiatu żywieckiego i oświęcimskiego.

## Tablice rejestracyjne
Tablice rejestracyjne w powiecie to SBI i IBI (od lipca 2023 r. na pojazdy zabytkowe). Miejsca rejestracji to Starostwo Powiatowe Bielsko-Biała ul. Piastowska 40 i Oddział Zamiejscowy Wydziału Komunikacji Czechowice-Dziedzice ul. Plac Jana Pawła II 3 (tylko dla mieszkańców tej gminy).

## Sąsiednie powiaty
- Bielsko-Biała (miasto na prawach powiatu)
- powiat żywiecki
- powiat cieszyński
- powiat pszczyński
- powiat oświęcimski (małopolskie)
- powiat wadowicki (małopolskie)